# Deutsche Leichtathletik-Meisterschaften 1995/Resultate
Der Hauptteil der Wettbewerbe bei den 95. Deutschen Leichtathletik-Meisterschaften wurde vom 30. Juni bis zum 2. Juli 1995 im Bremer Weserstadion ausgetragen.
In der hier vorliegenden Auflistung werden die in den verschiedenen Wettbewerben jeweils ersten acht platzierten Leichtathletinnen und Leichtathleten aufgeführt. Eine Übersicht mit den Medaillengewinnerinnen und -gewinnern sowie einigen Anmerkungen zu den Meisterschaften findet sich unter dem Link Deutsche Leichtathletik-Meisterschaften 1995.
Wie immer gab es zahlreiche Disziplinen, die zu anderen Terminen an anderen Orten stattfanden – in den folgenden Übersichten jeweils konkret benannt.

## Meisterschaftsresultate Männer

### 100 m
| Platz | Athlet, Verein                          | Zeit (s) |
| ----- | --------------------------------------- | -------- |
| 1     | Marc Blume (TV Wattenscheid 01)         | 10,30    |
| 2     | Michael Huke (TV Wattenscheid 01)       | 10,36    |
| 3     | Jörg Rößler (LAC Quelle Fürth/München)  | 10,54    |
| 4     | Holger Blume (TV Wattenscheid 01)       | 10,57    |
| 5     | Alexander Vey (LT Hannover)             | 10,61    |
| 6     | Jan Lillie (SV Union Groß-Ilsede)       | 10,70    |
| 7     | Gerald Aust (SV Saar 05 Saarbrücken)    | 10,72    |
| 8     | Jörg Treffer (LAC Quelle Fürth/München) | 10,96    |

Datum: 30. Juni
Wind: +0,2 m/s

### 200 m
| Platz | Athlet, Verein                            | Zeit (s) |
| ----- | ----------------------------------------- | -------- |
| 1     | Marc Blume (TV Wattenscheid 01)           | 20,47    |
| 2     | Robert Kurnicki (TV Wattenscheid 01)      | 20,56    |
| 3     | Alexander Lack (LT Hannover)              | 20,74    |
| 4     | Christian Konieczny (LG Olympia Dortmund) | 20,74    |
| 5     | Jürgen Urban (LAC Quelle Fürth/München)   | 20,91    |
| 6     | Tobias Dollase (TV Germania Trier)        | 21,06    |
| 7     | Michael Kutscher (LG Olympia Dortmund)    | 21,09    |
| 8     | Jan Lillie (SV Union Groß-Ilsede)         | 21,20    |

Datum: 2. Juli
Wind: −0,7 m/s

### 400 m
| Platz | Athlet, Verein                       | Zeit (s) |
| ----- | ------------------------------------ | -------- |
| 1     | Uwe Jahn (LAC Chemnitz)              | 45,95    |
| 2     | Rico Lieder (LAC Chemnitz)           | 46,15    |
| 3     | Kai Karsten (LG Braunschweig)        | 46,27    |
| 4     | Karsten Just (LAC Halensee Berlin)   | 46,37    |
| 5     | Thomas Schönlebe (LAC Chemnitz)      | 46,74    |
| 6     | Julian Voelkel (LG Bayer Leverkusen) | 46,75    |
| 7     | Daniel Bittner (LG Bayer Leverkusen) | 47,38    |
| 8     | Jens Dautzenberg (Alemannia Aachen)  | 47,64    |

Datum: 1. Juli

### 800 m
| Platz | Athlet, Verein                       | Zeit (min) |
| ----- | ------------------------------------ | ---------- |
| 1     | Nico Motchebon (LAC Halensee Berlin) | 1:45,78    |
| 2     | Joachim Dehmel (SpVgg. Feuerbach)    | 1:47,18    |
| 3     | Alexander Adam (LG Bayer Leverkusen) | 1:47,38    |
| 4     | Marco Reinert (SCC Berlin)           | 1:47,61    |
| 5     | Christian Ermert (ASV Köln)          | 1:48,07    |
| 6     | Thomas Bobbert (LAV TMP Berlin)      | 1:48,86    |
| 7     | Marko Runge (BSV Brandenburg)        | 1:49,41    |
| 8     | Darko Leo (Offenbacher LC)           | 1:49,76    |

Datum: 2. Juli

### 1500 m
| Platz | Athlet, Verein                         | Zeit (min) |
| ----- | -------------------------------------- | ---------- |
| 1     | Dieter Baumann (LG Bayer Leverkusen)   | 3:40,02    |
| 2     | Rüdiger Stenzel (TV Wattenscheid 01)   | 3:40,04    |
| 3     | Jens-Peter Herold (SCC Berlin)         | 3:40,66    |
| 4     | Michael Gottschalk (OSC Berlin)        | 3:41,54    |
| 5     | Thorsten Kallweit (TV Wattenscheid 01) | 3:42,86    |
| 6     | Christoph Meyer (ASV Köln)             | 3:44,20    |
| 7     | Jörg Haas (LG Offenburg)               | 3:45,40    |
| 8     | Thomas Stoffer (OSC Berlin)            | 3:45,65    |

Datum: 1. Juli

### 5000 m
| Platz | Athlet, Verein                                  | Zeit (min) |
| ----- | ----------------------------------------------- | ---------- |
| 1     | Dieter Baumann (LG Bayer Leverkusen)            | 13:26,54   |
| 2     | Carsten Eich (SC DHfK Leipzig)                  | 13:40,46   |
| 3     | Mirco Döring (ASV Köln)                         | 13:55,73   |
| 4     | Jirka Arndt (LG Potsdam)                        | 13:57,60   |
| 5     | Thorsten Naumann (LAV Bayer Uerdingen/Dormagen) | 14:04,07   |
| 6     | Stephan Jäger (LG Salamander Kornwestheim)      | 14:07,46   |
| 7     | Klaus Heiserer (LG Salamander Kornwestheim)     | 14:09,33   |
| 8     | Christian Husmann (LG Braunschweig)             | 14:11,12   |

Datum: 2. Juli

### 10.000 m
| Platz | Athlet, Verein                               | Zeit (min) |
| ----- | -------------------------------------------- | ---------- |
| 1     | Stéphane Franke (LG Salamander Kornwestheim) | 28:05,28   |
| 2     | Stephan Freigang (LC Cottbus)                | 28:21,66   |
| 3     | Steffen Dittmann (TuS Solbad Ravensberg)     | 29:22,69   |
| 4     | Klaus Heiserer (LG Salamander Kornwestheim)  | 29:33,94   |
| 5     | Jens Wilky (LG Olympia Dortmund)             | 29:42,12   |
| 6     | Carsten Arndt (SSC Hanau-Rodenbach)          | 29:44,92   |
| 7     | Ralf Heinbach (LAG Siegen)                   | 29:49,78   |
| 8     | Christian Fischer (LG Wipperfürth)           | 29:50,46   |

Datum: 25. Mai
fand in Blankenburg (Harz) statt

### Halbmarathon
| Platz | Athlet, Verein                                  | Zeit (h) |
| ----- | ----------------------------------------------- | -------- |
| 1     | Stephan Freigang (LC Cottbus)                   | 1:04:22  |
| 2     | Rainer Wachenbrunner (SCC Berlin)               | 1:04:38  |
| 3     | Kurt Stenzel (LAC Quelle Fürth/München)         | 1:04:41  |
| 4     | Steffen Dittmann (TuS Solbad Ravensberg)        | 1:05:39  |
| 5     | Hans Hopfner (SVv Kay)                          | 1:05:41  |
| 6     | Thorsten Naumann (LAV Bayer Uerdingen/Dormagen) | 1:05:51  |
| 7     | Klaus-Peter Nabein (LAC Quelle Fürth/München)   | 1:06:06  |
| 8     | Eike Loch (LAC Quelle Fürth/München)            | 1:06:18  |

Datum: 9. September
fand in Wörth-Maximiliansau statt

### Halbmarathon, Mannschaftswertung
| Platz | Verein, Besetzung                                                                  | Zeit (h) |
| ----- | ---------------------------------------------------------------------------------- | -------- |
| 1     | LAC Quelle Fürth/München I (Kurt Stenzel, Klaus-Peter Nabein, Eike Loch)           | 3:17:05  |
| 2     | LAV Bayer Uerdingen/Dormagen (Thorsten Naumann, Roland Emmerich, Claus Seifert)    | 3:22:59  |
| 3     | LC Cottbus (Stephan Freigang, Uwe Czarnofski, Dirk Schinkoreit)                    | 3:23:05  |
| 4     | LTF Marpingen (Uwe Hartmann, Dieter Burkhardt, Rainer Müller)                      | 3:28:20  |
| 5     | LG Olympia Dortmund (Jens Wilky, Klaas Kuhlmann, Karsten Hilleringmann)            | 3:28:38  |
| 6     | LG Bonn/Troisdorfl Niederkassel (Hendrik Simon, Oliver Mintzlaff, Maximilian Bahn) | 3:29:25  |
| 7     | TSV Adelberg-Oberberken (Peter Maier, Torsten Sternberg, Thomas Danzer)            | 3:31:45  |
| 8     | LAC Quelle Fürth/München II (Kai Nürnberger, Drechsler, D. Schulz)                 | 3:32:04  |

Datum: 9. September
fand in Wörth-Maximiliansau statt

### Marathon
| Platz | Athlet, Verein                                | Zeit (h) |
| ----- | --------------------------------------------- | -------- |
| 1     | Konrad Dobler (SVO Germaringen)               | 2:12:56  |
| 2     | Heiko Schinkitz (SG Adelsberg)                | 2:15:18  |
| 3     | Klaus-Peter Nabein (LAC Quelle Fürth/München) | 2:15:50  |
| 4     | Hans Hopfner (SV Kay)                         | 2:15:56  |
| 5     | Uwe Honsdorf (Rot-Weiß Koblenz)               | 2:16:03  |
| 6     | Heiko Klimmer (USV Halle)                     | 2:16:32  |
| 7     | Dirk Nürnberger (LAC Quelle Fürth/München)    | 2:16:43  |
| 8     | Guido Dold (LT Furtwangen)                    | 2:18:28  |

Datum: 30. April
fand im Rahmen des Hamburg-Marathons statt

### Marathon, Mannschaftswertung
| Platz | Verein, Besetzung                                                           | Zeit (h) |
| ----- | --------------------------------------------------------------------------- | -------- |
| 1     | LAC Quelle Fürth/München (Klaus-Peter Nabein, Dirk Nürnberger, Eike Loch)   | 6:55:29  |
| 2     | SVO Germaringen (Konrad Dobler, Xaver Stückl, Eike Konrad Velle)            | 7:14:20  |
| 3     | TSV Adelberg-Oberberken (Peter Maier, Thomas Danzer, Torsten Sternberg)     | 7:14:33  |
| 4     | TF Feuerbach (Jörg Hustig, Lorenz Stiegler, Walter Koch)                    | 7:20:21  |
| 5     | LG Rhein-Wied Andernach (Edmund Kaul, Dietrich Rockenfeller, Marc Sülzen)   | 7:26:31  |
| 6     | TV Geiselhöring 1862 (Werner Hetzerecker, Reinhold Hierlmeier, Peter Kiefl) | 7:26:42  |
| 7     | TSV Höchstadt-Aisch (Gerd Betz, Hans Freudenberger, Helmut Süß)             | 7:29:28  |
| 8     | SV Germania Helmstedt (Volker Krajenski, Rolf Schwabe, Hans-Günter Wolff)   | 7:34:15  |

Datum: 30. April
fand im Rahmen des Hamburg-Marathons statt

### 100-km-Straßenlauf
| Platz | Athlet, Verein                           | Zeit (h) |
| ----- | ---------------------------------------- | -------- |
| 1     | Michael Sommer (Eichenkreuz Schwaikheim) | 6:49:16  |
| 2     | Lutz Aderhold (Spiridon Frankfurt)       | 6:55:03  |
| 3     | Ulrich Amborn (LG Offenbach)             | 6:59:48  |
| 4     | Eugen Leipner (Sport-Team Marburg)       | 7:20:21  |
| 5     | Fred Raumer (SC Roth 1952)               | 7:28:40  |
| 6     | Robert Feller (LTF Marpingen)            | 7:29:21  |
| 7     | Heinz Hüglin (LV Ettenheim)              | 7:31:08  |
| 8     | Guido Joerg (LTF Marpingen)              | 7:31:50  |

Datum: 30. April
fand in Pfalzgrafenweiler statt

### 100-km-Straßenlauf, Mannschaftswertung
| Platz | Verein, Besetzung                                                            | Zeit (h) |
| ----- | ---------------------------------------------------------------------------- | -------- |
| 1     | LTF Marpingen I (Robert Feller, Guido Joerg, Jörg Hooß)                      | 22:34:09 |
| 2     | SSC Hanau-Rodenbach (Stefan Hinze, Mühl, Hans-Werner Schween)                | 23:55:25 |
| 3     | Eichenkreuz Schwaikheim (Michael Sommer, Gerd Blietschau, Hans-Jürgen Sanin) | 24:20:37 |
| 4     | LTF Marpingen II (Stefan Feller, Franz Feller, Eduard-Peter Hans)            | 26:46:21 |
| 5     | SCC Berlin (Horst Wodke, Norbert Koths, Axel Grenner)                        | 26:58:57 |
| 6     | FC Ludwigschorgast (Michael Krause, Frieder Krunsdorf, Gerhard Fischer)      | 27:50:54 |
| 7     | LG Lkr Aschaffenburg (Johann Stachelberger, Michael Roth, Klaus Frauenstein) | 30:23:26 |

Datum: 30. April
fand in Pfalzgrafenweiler statt

### 110 m Hürden
| Platz | Athlet, Verein                          | Zeit (s) |
| ----- | --------------------------------------- | -------- |
| 1     | Florian Schwarthoff (TV Heppenheim)     | 13,05 DR |
| 2     | Eric Kaiser (LAC Quelle Fürth/München)  | 13,38000 |
| 3     | Sven Göhler (LG Potsdam)                | 13,41000 |
| 4     | Mike Fenner (Berliner SC)               | 13,47000 |
| 5     | Frank Busemann (LG Olympia Dortmund)    | 13,68000 |
| 6     | Filip Bickel (OSC Berlin)               | 14,11000 |
| 7     | Thorsten Pachurka (LG Bayer Leverkusen) | 14,46000 |
| DNF   | Claude Edorh (ASV Köln) 000             |          |

Datum: 2. Juli
Wind: −0,8 m/s
Florian Schwarthoffs Siegerzeit von 13,05 Sekunden bedeuteten neuen deutschen Rekord.
Claude Edorh stürzte und erreichte nicht das Ziel.

### 400 m Hürden
| Platz | Athlet, Verein                          | Zeit (s) |
| ----- | --------------------------------------- | -------- |
| 1     | Olaf Hense (LG Olympia Dortmund)        | 49,87    |
| 2     | Michael Kaul (USC Mainz)                | 49,99    |
| 3     | Stefan Striezel (TV Wattenscheid 01)    | 50,47    |
| 4     | Carsten Köhrbrück (LAC Halensee Berlin) | 50,75    |
| 5     | Hendrik Willems (LAC Oberhausen)        | 50,95    |
| 6     | Steffen Kolb (LG Offenburg)             | 51,04    |
| 7     | Sven Timmermann (LG Olympia Dortmund)   | 52,73    |
| 8     | Markus Diemand (SV Neckarsulm)          | 52,76    |

Datum: 2. Juli

### 3000 m Hindernis
| Platz | Athlet, Verein                              | Zeit (min) |
| ----- | ------------------------------------------- | ---------- |
| 1     | Martin Strege (ESC Erfurt)                  | 8:27,68    |
| 2     | Steffen Brand (LG Bayer Leverkusen)         | 8:28,98    |
| 3     | Kim Bauermeister (LG VfB/Kickers Stuttgart) | 8:32,37    |
| 4     | André Green (LG Wedel-Pinneberg)            | 8:33,17    |
| 5     | Torsten Herwig (OSC Berlin)                 | 8:35,85    |
| 6     | Mark Ostendarp (TV Wattenscheid 01)         | 8:38,42    |
| 7     | Christian Stang (TV Schriesheim)            | 8:39,26    |
| 8     | Thorsten Witte (MTV Soltau von 1864)        | 8:40,22    |

Datum: 2. Juli

### 4 × 100 m Staffel
| Platz | Verein, Besetzung                                                                               | Zeit (s) |
| ----- | ----------------------------------------------------------------------------------------------- | -------- |
| 1     | TV Wattenscheid 01 (Holger Blume, Robert Kurnicki, Michael Huke, Marc Blume)                    | 39,37    |
| 2     | LAC Quelle Fürth/München (Jörg Treffer, Jörg Rößler, Jürgen Urban, Alexander Rehm)              | 40,02    |
| 3     | LG Salamander Kornwestheim (Thomas Nitsch, Patrick Schneider, Tobias Roese, Claus Kleinknecht)  | 40,40    |
| 4     | VfL Sindelfingen (Wolfram Ebner, Robert Schulz, Michael Schwab, Oliver Schmidt)                 | 40,69    |
| 5     | SV Saar 05 Saarbrücken (Klaus Brocker, Werner Klein, Dietmar Schlemmer, Gerald Aust)            | 40,78    |
| 6     | SV Union Groß-Ilsede (Andreas Stärk, Andreas Wirth, Jan Lillie, Oliver Feltz)                   | 41,33    |
| DNF   | LT Hannover (Alexander Kosenkow, Alexander Lack, Ingo Volkmann, Alexander Vey)                  |          |
| DSQ   | LG Olympia Dortmund (Patrick Amarteifio, Christian Konieczny, Michael Kutscher, Frank Busemann) |          |

Datum: 1. Juli

### 4 × 400 m Staffel
| Platz | Verein, Besetzung                                                                 | Zeit (min) |
| ----- | --------------------------------------------------------------------------------- | ---------- |
| 1     | LAC Chemnitz (Jens Carlowitz, Uwe Jahn, Thomas Schönlebe, Rico Lieder)            | 3:03,04    |
| 2     | LG Bayer Leverkusen (Daniel Bittner, Julian Voelkel, Andreas Adam, Markus Rau)    | 3:05,28    |
| 3     | LG Braunschweig (Jörg Teichler, Lars Dethlefs, Markus Diekmann, Kai Karsten)      | 3:07,96    |
| 4     | LG Olympia Dortmund (Ralf Pfersich, Michael Kutscher, Bodo Unger, Olaf Hense)     | 3:10,52    |
| 5     | LG Karlsruhe (Patrick Wauer, Peter Ibelshäuser, Gier, Alexander Wolff)            | 3:11,11    |
| 6     | USC Heidelberg (Geier, Waigel, Gregor Omonsky, Olaf Bittner)                      | 3:11,35    |
| 7     | LAC Oberhausen (Thomas Fobbe, Christian Kerberg, Markus Bandzia, Hendrik Willems) | 3:11,51    |
| 8     | VfL Sindelfingen (Bernd Koschka, Thomas Heel, Ulrich Zimmer, Michael Schwab)      | 3:11,54    |

Datum: 2. Juli

### 4 × 800 m Staffel
| Platz | Verein, Besetzung                                                                        | Zeit (min) |
| ----- | ---------------------------------------------------------------------------------------- | ---------- |
| 1     | LG Düsseldorf (Brügelmann, Uwe Bergmann, Frank van Thiel, Imram Sillah)                  | 7:28,57    |
| 2     | ASV Köln (Manfred Wollersheim, Gerd Schäfer, Christoph Meyer, Christian Ermert)          | 7:29,36    |
| 3     | TuS Köln rrh. 1874 (Arne Fischer, Rana Bhattacharjee, Stephan Waage, Lars Jucken)        | 7:31,10    |
| 4     | LC Paderborn (Heiko Appelbaum, Michael Kluwe, Michael Krusemark, Nils Milde)             | 7:31,42    |
| 5     | DJK Weiden (Jürgen Kolarzik, Dr. Thomas Spiegelsberger, Burkhard Volbracht, German Hehn) | 7:31,61    |
| 6     | LC Rehlingen (Andreas Massong, Werner Klein, Gaub, Thomas Klein)                         | 7:31,90    |
| 7     | USC Mainz (Berthes Rulhoff, Becker, Stefan Letzelter, Probst Hebecker)                   | 7:32,67    |
| 8     | Karlsruher SC (Krupke, Kuhn, Burkhard Mück, Norbert Feyrer)                              | 7:35,36    |

Datum: 9. Juli
fand in Rhede im Rahmen der Deutschen Jugendmeisterschaften statt

### 4 × 1500 m Staffel
| Platz | Verein, Besetzung                                                                             | Zeit (min)  |
| ----- | --------------------------------------------------------------------------------------------- | ----------- |
| 1     | TV Wattenscheid 01 (Daniel Elferich, Mark Ostendarp, Thorsten Kallweit, Rüdiger Stenzel)      | 14:59,06 DR |
| 2     | OSC Berlin (Michael Gottschalk, Torsten Herwig, Thomas Stoffer, Martin Mielich)               | 15:20,10000 |
| 3     | LG Braunschweig (Dirk Loose, Christian Husmann, Andreas Fischer, Jörn Wagner)                 | 15:32,34000 |
| 4     | SV Saar 05 Saarbrücken (Michael Reis, Markus Neukirch, Marcus Brede, Bernhard Glasow)         | 15:39,55000 |
| 5     | Eintracht Frankfurt (Ralf Schröder, Ulrich Keil, Patrick Schellhammer, Oliver Grund)          | 15:40,12000 |
| 6     | TV Wattenscheid 01 II (Carsten Schütz, Michael Fietz, Sebastian Bürklein, Christoph Schöning) | 15:40,24000 |
| 7     | LG Ratio Münster (Wesselmann, Ross, Woesler, Malzer)                                          | 15:41,58000 |
| 8     | LG Olympia Dortmund (Jens Wilky, Karsten Hilleringmann, Ansgar Lenfers, Klaas Kuhlmann)       | 15:44,57000 |

Datum: 9. Juli
fand in Rhede im Rahmen der Deutschen Jugendmeisterschaften statt
Die Zeit der Siegerstaffel des TV Wattenscheid 01 bedeutete neuen deutschen Rekord.

### 20-km-Gehen
| Platz | Athlet, Verein                    | Zeit (h) |
| ----- | --------------------------------- | -------- |
| 1     | Nischan Tsamonikian (OSC München) | 1:22:49  |
| 2     | Robert Ihly (LG Offenburg)        | 1:23:20  |
| 3     | Axel Noack (OSC Berlin)           | 1:23:32  |
| 4     | Mike Trautmann (LGV Gleina)       | 1:25:23  |
| 5     | Denis Trautmann (LGV Gleina)      | 1:25:52  |
| 6     | Sten Reichel (TSV Dresden)        | 1:26:39  |
| 7     | Markus Pauly (Atlas Leipzig)      | 1:27;54  |
| 8     | Steffen Borsch (Kali Wolmirstedt) | 1:27:57  |

Datum: 1. Juli

### 20-km-Gehen, Mannschaftswertung
| Platz | Verein, Besetzung                                                  | Zeit (h) |
| ----- | ------------------------------------------------------------------ | -------- |
| 1     | LGV Gleina (Mike Trautmann, Denis Trautmann, Markus Heft)          | 4:26:14  |
| 2     | LAC Quelle Fürth/München (Peter Zanner, Ralf Rose, Alfons Schwarz) | 4:38:48  |
| 3     | TSV Dresden (Sten Reichel, Jean Hoffmann, Andre Gahr)              | 4:40:21  |

Datum: 1. Juli
nur 3 Teams in der Wertung

### 50-km-Gehen
| Platz | Athlet, Verein                               | Zeit (h) |
| ----- | -------------------------------------------- | -------- |
| 1     | Axel Noack (OSC Berlin)                      | 3:52:45  |
| 2     | Ronald Weigel (LAC Halensee Berlin)          | 3:56:15  |
| 3     | Peter Zanner (LAC Quelle Fürth/München)      | 4:08:04  |
| 4     | Steffen Borsch (Kali Wolmirstedt)            | 4:10:42  |
| 5     | Thomas Prophet (TSV Erfurt)                  | 4:12:27  |
| 6     | Andreas Hackbusch (LAC Quelle Fürth/München) | 4:15:16  |
| 7     | Denis Trautmann (LGV Gleina)                 | 4:32:59  |
| 8     | Jean Hoffmann (TSV Dresden)                  | 4:38:51  |

Datum: 25. Mai
fand in Boppard statt

### 50-km-Gehen, Mannschaftswertung
| Platz | Verein, Besetzung                                                          | Zeit (h) |
| ----- | -------------------------------------------------------------------------- | -------- |
| 1     | LAC Quelle Fürth/München (Peter Zanner, Andreas Hackbusch, Alfons Schwarz) | 13:03:23 |
| 2     | SV Breitenbrunn (Joachim Maier, Günter Thomas, Karl-Heinz Adam)            | 15:04:59 |
| 3     | TV Groß-Gerau (Rolf Fricke, Heinrich Hänsel, Uwe Rowold)                   | 15:28:16 |

Datum: 25. Mai
fand in Boppard statt
nur 3 Teams in der Wertung

### Hochsprung
| Platz | Athlet, Verein                           | Höhe (m) |
| ----- | ---------------------------------------- | -------- |
| 1     | Wolf-Hendrik Beyer (LG Bayer Leverkusen) | 2,30     |
| 2     | Ralf Sonn (TSG Weinheim)                 | 2,27     |
| 3     | Christian Rhoden (LG Bayer Leverkusen)   | 2,18     |
| 4     | Wolfgang Kreißig (MTG Mannheim)          | 2,18     |
| 4     | Toni Riepl (LAC Quelle Fürth/München)    | 2,18     |
| 6     | Jochen Schmälzle (TSG Reutlingen)        | 2,18     |
| 7     | Alexander Farr (TG Heilbronn)            | 2,15     |
| 8     | Kristofer Lamos (LG Frankfurt)           | 2,15     |

Datum: 2. Juli

### Stabhochsprung
| Platz | Athlet, Verein                         | Höhe (m) |
| ----- | -------------------------------------- | -------- |
| 1     | Andrei Tivontschik (LAZ Zweibrücken)   | 5,70     |
| 2     | Tim Lobinger (LG Bayer Leverkusen)     | 5,60     |
| 3     | Edward Klaus (LG Bayer Leverkusen)     | 5,40     |
| 4     | Florian Wacker (SSV Ulm 1846)          | 5,30     |
| 5     | Ralf Schmidt (LAZ Zweibrücken)         | 5,30     |
| 6     | Werner Holl (LG VfB/Kickers Stuttgart) | 5,20     |
| 7     | Michael Kühnke (LC Cottbus)            | 5,20     |
| 8     | Stefan Diebler (TuS Jena)              | 5,05     |

Datum: 1. Juli

### Weitsprung
| Platz | Athlet, Verein                               | Weite (m) |
| ----- | -------------------------------------------- | --------- |
| 1     | Georg Ackermann (TV Heppenheim)              | 8,05      |
| 2     | Konstantin Krause (TSV Erfurt)               | 7,73      |
| 3     | André Müller (SC Empor Rostock)              | 7,71      |
| 4     | Christian Thomas (Eintracht Frankfurt)       | 7,66      |
| 5     | Hans-Peter Lott (TV Heppenheim)              | 7,58      |
| 6     | Volker Ehmann (LAV Bayer Uerdingen/Dormagen) | 7,50      |
| 7     | Thorsten Heide (TK Hannover)                 | 7,41      |
| 8     | Hans-Ulrich Mayer (PTSV Konstanz)            | 7,41      |

Datum: 2. Juli

### Dreisprung
| Platz | Athlet, Verein                               | Weite (m) |
| ----- | -------------------------------------------- | --------- |
| 1     | Jens Schweitzer (Eintracht Frankfurt)        | 16,75     |
| 2     | Volker Ehmann (LAV Bayer Uerdingen/Dormagen) | 16,68     |
| 3     | Hrovje Verzi (TV Wattenscheid 01)            | 16,66     |
| 4     | Andre Ernst (TV Wattenscheid 01)             | 16,61     |
| 5     | Volker Mai (SC Neubrandenburg)               | 16,47     |
| 6     | Jörg Fries (LAC Halensee Berlin)             | 16,04     |
| 7     | Wolfgang Knabe (TV Wattenscheid 01)          | 15,96     |
| 8     | Sylvio Rietscher (Kieler TB)                 | 15,90     |

Datum: 1. Juli

### Kugelstoßen
| Platz | Athlet, Verein                           | Weite (m) |
| ----- | ---------------------------------------- | --------- |
| 1     | Oliver-Sven Buder (TV Wattenscheid 01)   | 20,45     |
| 2     | Johnny Reinhardt (TV Wattenscheid 01)    | 19,78     |
| 3     | Oliver Dück (LAC Quelle Fürth/München)   | 19,61     |
| 4     | Thorsten Herbrandt (LG Bayer Leverkusen) | 19,53     |
| 5     | Dirk Urban (LG Wedel-Pinneberg)          | 18,41     |
| 6     | Ralf Kahles (MTG Mannheim)               | 18,32     |
| 7     | Michael Mertens (LG Göttingen)           | 18,30     |
| 8     | Frank Krämer (LC Rehlingen)              | 17,97     |

Datum: 30. Juni

### Diskuswurf
| Platz | Athlet, Verein                             | Weite (m) |
| ----- | ------------------------------------------ | --------- |
| 1     | Lars Riedel (LAC Chemnitz)                 | 66,34     |
| 2     | Michael Möllenbeck (Eintracht Frankfurt)   | 65,78     |
| 3     | Carsten Kufahl (TV Wattenscheid 01)        | 60,24     |
| 4     | Jürgen Schult (Schweriner SC)              | 60,14     |
| 5     | Andreas Seelig (USC Mainz)                 | 59,64     |
| 6     | Olaf Többen (LAV Bayer Uerdingen/Dormagen) | 58,64     |
| 7     | Gernot Brecht (TG Heilbronn)               | 57,60     |
| 8     | Marco Jakobs (VfL Kamen)                   | 56,84     |

Datum: 1. Juli

### Hammerwurf
| Platz | Athlet, Verein                                | Weite (m) |
| ----- | --------------------------------------------- | --------- |
| 1     | Claus Dethloff (LG Bayer Leverkusen)          | 76,78     |
| 2     | Karsten Kobs (LG Olympia Dortmund)            | 76,48     |
| 3     | Heinz Weis (LG Bayer Leverkusen)              | 74,96     |
| 4     | Thomas Neumann (LAV Bayer Uerdingen/Dormagen) | 73,88     |
| 5     | Alexander Sporrer (LAC Quelle Fürth/München)  | 72,16     |
| 6     | Holger Klose (Eintracht Frankfurt)            | 71,38     |
| 7     | Kay Maybach (LAV Bayer Uerdingen/Dormagen)    | 68,42     |
| 8     | Ralf Jossa (SV Herzberg)                      | 68,00     |

Datum: 1. Juli

### Speerwurf
| Platz | Athlet, Verein                                 | Weite (m) |
| ----- | ---------------------------------------------- | --------- |
| 1     | Boris Henry (SV Saar 05 Saarbrücken)           | 88,46     |
| 2     | Raymond Hecht (TV Wattenscheid 01)             | 88,42     |
| 3     | Peter Blank (Eintracht Frankfurt)              | 79,00     |
| 4     | Andreas Linden (LAV Bayer Uerdingen/Dormagen)  | 76,86     |
| 5     | Stefan König (LG Bayer Leverkusen)             | 76,84     |
| 6     | Peter Esenwein (LG Salamander Kornwestheim)    | 76,24     |
| 7     | Matthias Hold (LG Karlsruhe)                   | 75,84     |
| 8     | Christian Benninger (LAC Quelle Fürth/München) | 75,30     |

Datum: 2. Juli

### Zehnkampf
| Platz | Athlet, Verein                            | Leistung (Pkte) |
| ----- | ----------------------------------------- | --------------- |
| 1     | Michael Kohnle (SSV Ulm 1846)             | 8209            |
| 2     | Thorsten Dauth (TV Heppenheim)            | 7965            |
| 3     | Norbert Demmel (LAC Quelle Fürth/München) | 7922            |
| 4     | Thomas Görz (LG Kindelsberg)              | 7847            |
| 5     | Dirk-Achim Pajonk (LG Bayer Leverkusen)   | 7805            |
| 6     | Mike Maczey (TSV Böklund)                 | 7765            |
| 7     | Peter Neumaier (LAC Quelle Fürth/München) | 7716            |
| 8     | Christian Savoia (Eintracht Frankfurt)    | 7580            |

Datum: 26./27. August
fand in Ulm statt

### Zehnkampf, Mannschaftswertung
| Platz | Verein, Besetzung                                                      | Leistung (Pkte) |
| ----- | ---------------------------------------------------------------------- | --------------- |
| 1     | SSV Ulm 1846 (Michael Kohnle, Christian Franz, Stefan Vogt)            | 23.129          |
| 2     | LAC Quelle Fürth/München (Norbert Demmel, Peter Neumaier, Helmut Haas) | 22.994          |
| 3     | LG Leinfelden/Echterdingen (Martin Bertsch, Sven Meyer, Gert Rieger)   | 19.279          |
| 4     | TSG Gießen-Wieseck (Martin Otte, Andreas Röse, Robert Ingenbleek)      | 17.379          |

Datum: 26./27. August
fand in Ulm statt
nur 4 Mannschaften in der Wertung

### CrosslaufMittelstrecke –3,8 km
| Platz | Athlet, Verein                                | Zeit (min) |
| ----- | --------------------------------------------- | ---------- |
| 1     | Jens Karraß (SCC Berlin)                      | 11:08      |
| 2     | Uwe Pflüger (ESC Erfurt)                      | 11:10      |
| 3     | Klaus-Peter Nabein (LAC Quelle Fürth/München) | 11:12      |
| 4     | Uwe König (SCC Berlin)                        | 11:13      |
| 5     | Patrick Schellhammer (Eintracht Frankfurt)    | 11:16      |
| 6     | Ansgar Lenfers (LG Olympia Dortmund)          | 11:19      |
| 7     | Michael Gottschalk (OSC Berlin)               | 11:20      |
| 8     | Klaus Klein (LAZ Zweibrücken)                 | 11:23      |

Datum: 4. März
fand in Wetter (Ruhr) statt

### CrosslaufMittelstrecke –3,8 km, Mannschaftswertung
| Platz | Verein, Besetzung                                                      | Platzziffer |
| ----- | ---------------------------------------------------------------------- | ----------- |
| 1     | SCC Berlin (Jens Karraß, Uwe König, Stephan Kabat)                     | 019         |
| 2     | LAC Quelle Fürth/München (Klaus-Peter Nabein, Eike Loch, Jens Bodemer) | 051         |
| 3     | LG Braunschweig (Jörn Wagner, Andreas Fischer, Krebs)                  | 059         |
| 4     | Eintracht Frankfurt (Patrick Schellhammer, Keil, Schröder)             | 101         |
| 5     | SV Saar 05 Saarbrücken (Neukirch, Keim, Rudolph)                       | 107         |
| 6     | LG Bonn/Troisdorf/Niederkassel (Ralf Radke,Klein, Ebner)               | 118         |
| 7     | ASC Darmstadt (Jörg Balle, Michael Heist, Oliver Schöppl)              | 118         |
| 8     | LAV Bayer Uerdingen/Dormagen (Peter Kühne, Kirch, Holger Ahrenberg)    | 125         |

Datum: 4. März
fand in Wetter (Ruhr) statt

### CrosslaufLangstrecke –10,55 km
| Platz | Athlet, Verein                           | Zeit (min) |
| ----- | ---------------------------------------- | ---------- |
| 1     | Dieter Baumann (LG Bayer Leverkusen)     | 32:12      |
| 2     | Stephan Freigang (LC Cottbus)            | 32:49      |
| 3     | Heinz-Bernd Bürger (LG Bayer Leverkusen) | 32:49      |
| 4     | Martin Strege (ESC Erfurt)               | 32:53      |
| 5     | Steffen Dittmann (TuS Solbad Ravensburg) | 32:55      |
| 6     | Rainer Wachenbrunner (SCC Berlin)        | 32:58      |
| 7     | Bernd Breitmaier (SpVgg. Feuerbach)      | 33:12      |
| 8     | Konrad Dobler (SVO Germaringen)          | 33:20      |

Datum: 4. März
fand in Wetter (Ruhr) statt

### CrosslaufLangstrecke –10,55 km, Mannschaftswertung
| Platz | Verein, Besetzung                                                                | Platzziffer |
| ----- | -------------------------------------------------------------------------------- | ----------- |
| 1     | LAV Bayer Uerdingen/Dormagen (Thorsten Naumann, Frank Schnabel, Roland Emmerich) | 057         |
| 2     | SVO Germaringen (Konrad Dobler, Stefan Gotschke, Martin Sambale)                 | 067         |
| 3     | SCC Berlin (Rainer Wachenbrunner, Peter Könnicke, Burkhard Frisch)               | 071         |
| 4     | LG Braunschweig (Cord Husmann, Rainer Huth, Krause)                              | 093         |
| 5     | SG Adelsberg (Heiko Schinkitz, Lutz Josefcak, Andre Singer)                      | 103         |
| 6     | LC Cottbus (Stephan Freigang, Uwe Czarnofski, Denis Mietzsch)                    | 134         |
| 7     | TuS Solbad Ravensberg (Steffen Dittmann, Jörn Strothmann, Jürgen Bischof)        | 163         |
| 8     | LG Göttingen (Jürgen Kerl, Horst von Gaza, Dr. Arne Duncker)                     | 167         |

Datum: 4. März
fand in Wetter (Ruhr) statt

### Berglauf–9,3 km
| Platz | Athlet, Verein                            | Zeit (min) |
| ----- | ----------------------------------------- | ---------- |
| 1     | Thomas Greger (ABC Ludwigshafen)          | 34:49      |
| 2     | Ulrich Steidl (SSC Hanau-Rodenbach)       | 34:52      |
| 3     | Josef Öhrig (LG Bamberg)                  | 35:25      |
| 4     | Carsten Arndt (SSC Hanau-Rodenbach)       | 35:32      |
| 5     | Philipp Kehl (SVO Germaringen)            | 35:48      |
| 6     | Heiko Schinkitz (SG Adelsberg)            | 35:52      |
| 7     | Stefan Wohllebe (TV Waldstraße Wiesbaden) | 35:54      |
| 8     | Hans Hopfner (SV Kay)                     | 35:57      |

Datum: 11. Juni
fand in Beuren (bei Nürtingen) im Rahmen des Hohenneuffen-Berglaufs statt

### Berglauf–9,3 km, Mannschaftswertung
| Platz | Verein, Besetzung                                                      | Zeit (h) |
| ----- | ---------------------------------------------------------------------- | -------- |
| 1     | SSC Hanau-Rodenbach (Ulrich Steidl, Carsten Arndt, Jochen Bind)        | 1:46:17  |
| 2     | SVO Germaringen (Philipp Kehl, Martin Sambale, Reinhard Mayer)         | 1:49:24  |
| 3     | LG Frankfurt (Wolfgang Münzel, Jörg Leipner, Hans Pfisterer)           | 1 50:23  |
| 4     | LG Bamberg (Josef Öhrig, Manfred Dusold, Jürgen Endres)                | 1:50:41  |
| 5     | TV Waldstraße Wiesbaden (Stefan Wohllebe, Dieter Ranftl, Peter Semmel) | 1:54:19  |
| 6     | SG Adelsberg (Heiko Schinkitz, Andre Singer, Mario Rudert)             | 1:54:29  |
| 7     | LT Furtwangen (Guido Dold, Winfried Thumer, Matthias Strunz)           | 1:54:50  |
| 8     | LC Breisgau (Peter Fröhlich, Charly Doll, Dirk Debertin)               | 1:55:08  |

Datum: 11. Juni
fand in Beuren (bei Nürtingen) im Rahmen des Hohenneuffen-Berglaufs statt

## Meisterschaftsresultate Frauen

### 100 m
| Platz | Athletin, Verein                          | Zeit (s) |
| ----- | ----------------------------------------- | -------- |
| 1     | Melanie Paschke (LG Braunschweig)         | 11,04    |
| 2     | Gabriele Becker (LAZ Bruchköbel)          | 11,34    |
| 3     | Andrea Philipp (TV Schriesheim)           | 11,34    |
| 4     | Silke Lichtenhagen (LG Bayer Leverkusen)  | 11,42    |
| 5     | Birgit Rockmeier (LAG Mittlere Isar)      | 11,56    |
| 6     | Andrea Schmidt (SSV Ulm 1846)             | 11,56    |
| 7     | Carla Verniest (LAC Quelle Fürth/München) | 11,82    |
| 8     | Christina Hormann (LG Wipperfürth)        | 11,94    |

Datum: 30. Juni
Wind: +0,6 m/s

### 200 m
| Platz | Athletin, Verein                         | Zeit (s) |
| ----- | ---------------------------------------- | -------- |
| 1     | Melanie Paschke (LG Braunschweig)        | 22,53    |
| 2     | Silke Lichtenhagen (LG Bayer Leverkusen) | 23,00    |
| 3     | Birgit Rockmeier (LAG Mittlere Isar)     | 23,29    |
| 4     | Andrea Philipp (TV Schriesheim)          | 23,45    |
| 5     | Gabriele Becker (LAZ Bruchköbel)         | 23,63    |
| 6     | Andrea Schmidt (SSV Ulm 1846)            | 23,76    |
| 7     | Claudia Volk (SG Ludwigsburg)            | 23,87    |
| 8     | Carmen Bertmaring (LG Coesfeld)          | 24,15    |

Datum: 2. Juli
Wind: −0,7 m/s

### 400 m
| Platz | Athletin, Verein                        | Zeit (s) |
| ----- | --------------------------------------- | -------- |
| 1     | Silke-Beate Knoll (LG Olympia Dortmund) | 50,85    |
| 2     | Uta Rohländer (TSV Erfurt)              | 51,42    |
| 3     | Linda Kisabaka (LG Bayer Leverkusen)    | 51,57    |
| 4     | Karin Janke (VfL Wolfsburg)             | 52,12    |
| 5     | Sandra Kuschmann (LG Olympia Dortmund)  | 52,26    |
| 6     | Jana Schönenberger (OSC Berlin)         | 52,58    |
| 7     | Anke Feller (LG Bayer Leverkusen)       | 53,39    |
| 8     | Sonja Wilmsmeyer (LC Breisgau)          | 54,20    |

Datum: 1. Juli

### 800 m
| Platz | Athletin, Verein                                        | Zeit (min) |
| ----- | ------------------------------------------------------- | ---------- |
| 1     | Anne Bruns (LAV Meppen)                                 | 2:04,24    |
| 2     | Marlies Hartlieb (LG Nord Berlin)                       | 2:04,82    |
| 3     | Ivonne Teichmann (SC Magdeburg)                         | 2:04,93    |
| 4     | Kati Kovacs (SCC Berlin)                                | 2:05,34    |
| 5     | Simone Weidner (OSC Berlin)                             | 2:05,68    |
| 6     | Kristina da Fonseca-Wollheim (LAC Quelle Fürth/München) | 2:06,19    |
| 7     | Katrin Bröger (LG Braunschweig)                         | 2:06,73    |
| 8     | Martina Hauke (Berliner SC)                             | 2:07,29    |

Datum: 2. Juli

### 1500 m
| Platz | Athletin, Verein                                        | Zeit (min) |
| ----- | ------------------------------------------------------- | ---------- |
| 1     | Ellen Buchleitner, geb. Kießling (ASV Köln)             | 4:16,07    |
| 2     | Carmen Wüstenhagen (SCC Berlin)                         | 4:16,46    |
| 3     | Kristina da Fonseca-Wollheim (LAC Quelle Fürth/München) | 4:16,76    |
| 4     | Andrea Karhoff (ASV Köln)                               | 4:17,33    |
| 5     | Ursula Friedmann (LG Offenburg)                         | 4:17,34    |
| 6     | Steffi Kallensee (Eintracht Frankfurt)                  | 4:18,35    |
| 7     | Sabine Leist (LAC Frankfurt)                            | 4:20,30    |
| 8     | Petra Wassiluk (ASC Darmstadt)                          | 4:20,96    |

Datum: 1. Juli

### 5000 m
| Platz | Athletin, Verein                          | Zeit (min) |
| ----- | ----------------------------------------- | ---------- |
| 1     | Uta Pippig (SCC Berlin)                   | 15:27,32   |
| 2     | Claudia Dreher (LG Olympia Dortmund)      | 15:47,43   |
| 3     | Monika Schäfer (LAC Quelle Fürth/München) | 15:50,14   |
| 4     | Christina Mai (LG Olympia Dortmund)       | 15:59,68   |
| 5     | Dörte Köster (SC Empor Rostock)           | 16:00,10   |
| 6     | Melanie Kraus (ASV Köln)                  | 16:09,64   |
| 7     | Kathrin Wolf (LAC Quelle Fürth/München)   | 16:18,86   |
| 8     | Claudia Lenz (LAC Quelle Fürth/München)   | 16:22,31   |

Datum: 30. Juni

### 10.000 m
| Platz | Athletin, Verein                          | Zeit (min) |
| ----- | ----------------------------------------- | ---------- |
| 1     | Kathrin Weßel, geb. Ullrich (OSC Berlin)  | 31:51,41   |
| 2     | Monika Schäfer (LAC Quelle Fürth/München) | 32:54,70   |
| 3     | Claudia Dreher (LG Olympia Dortmund)      | 33:09,20   |
| 4     | Melanie Kraus (ASV Köln)                  | 33:45,76   |
| 5     | Elisabeth Hanner (Moerser TV)             | 33:53,04   |
| 6     | Dörte Köster (SC Empor Rostock)           | 34:17,88   |
| 7     | Birgit Jerschabek (ABC Ludwigshafen)      | 34:40,76   |
| 8     | Sandra Riemann (SC Empor Rostock)         | 34:55,86   |

Datum: 25. Mai
fand in Blankenburg (Harz) statt

### Halbmarathon
| Platz | Athletin, Verein                               | Zeit (h) |
| ----- | ---------------------------------------------- | -------- |
| 1     | Katrin Dörre-Heinig (LAC Quelle Fürth/München) | 1:12:13  |
| 2     | Sonja Krolik (LG Bayer Leverkusen)             | 1:12:51  |
| 3     | Luminita Zaituc (LG Braunschweig)              | 1:13:50  |
| 4     | Monika Schäfer (LAC Quelle Fürth/München)      | 1:13:56  |
| 5     | Andrea Fleischer (LAC Quelle Fürth/München)    | 1:14:36  |
| 6     | Tanja Kalinowski (ASC Rosellen/Neuss)          | 1:16:09  |
| 7     | Doris Grossert (LG Braunschweig)               | 1:17:27  |
| 8     | Manuela Veith (ABC Ludwigshafen)               | 1:17:54  |

Datum: 9. September
fand in Wörth-Maximiliansau statt

### Halbmarathon, Mannschaftswertung
| Platz | Verein, Besetzung                                                                | Zeit (h) |
| ----- | -------------------------------------------------------------------------------- | -------- |
| 1     | LAC Quelle Fürth/München (Katrin Dörre-Heinig, Monika Schäfer, Andrea Fleischer) | 3:40:45  |
| 2     | LG Braunschweig (Luminita Zaituc, Doris Grossert, Katrin Bröger)                 | 3:57:50  |
| 3     | ASC Rosellen/Neuss (Tanja Kalinowski, Petra Maak, geb. Sander, Ute Jenke)        | 3:58:26  |
| 4     | SV Saar 05 Saarbrücken (Heike Lottmann, Nicole Frank, Stefanie Mechenbier)       | 4:41:46  |
| 5     | TSV Hagen (Ulrike Schädle, Michaela Wortmann, Bohnsack)                          | 4:47:04  |
| 6     | Post SV Trier (Dewald, Klas, Kolz)                                               | 4:48:26  |
| 7     | LGO Euskirchen/Erftstadt (Balensiefen, Schiefer, Gilles)                         | 5:07:04  |
| 8     | TV Maikammer (Marie-Luise Eschmann, Gisela Schädler, Gertrude Humm)              | 5:10:07  |

Datum: 9. September
fand in Wörth-Maximiliansau statt

### Marathon
| Platz | Athletin, Verein                             | Zeit (h) |
| ----- | -------------------------------------------- | -------- |
| 1     | Romy Lindner (LAC Chemnitz)                  | 2:37:19  |
| 2     | Manuela Veith (ABC Ludwigshafen)             | 2:39:25  |
| 3     | Petra Maak, geb. Sander (ASC Rosellen/Neuss) | 2:44:21  |
| 4     | Ursula Starke (VfL Wolfsburg)                | 2:47:12  |
| 5     | Doris Koslowski (LG Lage-Detmold)            | 2:47:37  |
| 6     | Tanja Kalinowski (ASC Rosellen/Neuss)        | 2:48:04  |
| 7     | Heidi Hillebrecht (LG Seesen)                | 2:48:32  |
| 8     | Ute Jenke (ASC Rosellen/Neuss)               | 2:48:32  |

Datum: 30. April
fand im Rahmen des Hamburg-Marathons statt

### Marathon, Mannschaftswertung
| Platz | Verein, Besetzung                                                         | Zeit (h) |
| ----- | ------------------------------------------------------------------------- | -------- |
| 1     | ASC Rosellen/Neuss (Petra Maak, geb. Sander, Tanja Kalinowski, Ute Jenke) | 8:20:57  |
| 2     | Harburger TB 1865 (Ute Bergeest, Ricarda Bolzon, Sylvia Steppat)          | 8:57:36  |
| 3     | LAV Hamburg Nord (Marlis Schröder, Gabriele Schult, Claudia Vetter)       | 9:11:25  |
| 4     | DLC Aachen (Antje Küpper, Gabriele Reiners, Birgit Kieven)                | 9:13:10  |
| 5     | LSF Münster (Ute Eckenbach, Renata Müller, Ruth Lutz)                     | 9:15:18  |
| 6     | Gazelle Pforzheim (Lidia Zentner, Birgitt Zink, Gabi Anselment)           | 9:21:47  |
| 7     | LG Bremen-Nord (Rebecka Weise-Jung, Christine Fuchs, Ute Schmidtmann)     | 9:36:00  |
| 8     | Eichenkreuz Schwaikheim (Gudrun Rüth, Helma Pabst, Claudia Müller)        | 9:40:10  |

Datum: 30. April
fand im Rahmen des Hamburg-Marathons statt

### 100-km-Straßenlauf
| Platz | Athletin, Verein                  | Zeit (h) |
| ----- | --------------------------------- | -------- |
| 1     | Jutta Philippin (SpVgg Renningen) | 8:02:49  |
| 2     | Ulrike Steeger (LLG St. Augustin) | 8:32:59  |
| 3     | Helga Backhaus (LG Nord Berlin)   | 8:54:36  |
| 4     | Karin Risch (TuS Griesheim)       | 8:58:09  |
| 5     | Christa Rebstock (TSV Sonthofen)  | 9:40:50  |
| 6     | Gudrun Müller (IGL Reutlingen)    | 9:47:39  |
| 7     | Angelika Martin (IGL Reutlingen)  | 9:47:39  |
| 8     | Sigrid Eichner (SCC Berlin)       | 9:51:07  |

Datum: 30. April
fand in Pfalzgrafenweiler statt

### 100-km-Straßenlauf, Mannschaftswertung –inoffiziell
| Platz | Verein, Besetzung                                             | Zeit (h) |
| ----- | ------------------------------------------------------------- | -------- |
| 1     | LTF Marpingen (Angelika Warken, Karin Bach, Marga Reidenbach) | 30:24:11 |

Datum: 30. April
fand in Pfalzgrafenweiler statt
inoffiziell, da nur eine Mannschaft in der Wertung

### 100 m Hürden
| Platz | Athletin, Verein                           | Zeit (s) |
| ----- | ------------------------------------------ | -------- |
| 1     | Caren Jung (MTG Mannheim)                  | 13,01    |
| 2     | Birgit Wolf (VfL Sindelfingen)             | 13,03    |
| 3     | Heike Blassneck (LAC Quelle Fürth/München) | 13,24    |
| 4     | Regina Ahlke (LC Paderborn)                | 13,43    |
| 5     | Katja Fust (TK Grevenbroich)               | 13,60    |
| 6     | Claudia Felser (LG Olympia Dortmund)       | 13,69    |
| 7     | Birgit Gautzsch (Schweriner SC)            | 13,74    |
| 8     | Heidi Sträub (LG Kreis Ansbach)            |          |

Datum: 2. Juli
Wind: +0,6 m/s

### 400 m Hürden
| Platz | Athletin, Verein                           | Zeit        |
| ----- | ------------------------------------------ | ----------- |
| 1     | Heike Meißner (LG Dresdner SC)             | 0054,90 s00 |
| 2     | Silvia Rieger (TuS Eintracht Hinte)        | 0055,13 s00 |
| 3     | Ulrike Urbansky (SC Magdeburg)             | 0057,05 s00 |
| 4     | Daniela Graiani (LAC Quelle Fürth/München) | 0058,16 s00 |
| 5     | Anja Höcke (Kieler TB)                     | 0058,76 s00 |
| 6     | Sandra Summer (ETSV Landshut)              | 0058,86 s00 |
| 7     | Ulrike Ahlborn (TSG Bergedorf)             | 0059,87 s00 |
| 8     | Elena Boehler (TV Wehr)                    | 1:00,18 min |

Datum: 2. Juli

### 4 × 100 m Staffel
| Platz | Verein, Besetzung                                                                           | Zeit (s) |
| ----- | ------------------------------------------------------------------------------------------- | -------- |
| 1     | LG Olympia Dortmund (Heike Lüningschrör, Martina Kersting, Katja Seidel, Silke-Beate Knoll) | 44,88    |
| 2     | LAC Quelle Fürth/München (Heike Blassneck, Meyer, Carla Verniset, Christina Gruhler)        | 45,12    |
| 3     | LG Bayer Leverkusen (Kerstin Reuter, Anke Feller, Stefanie Hütz, Sandra Görigk)             | 45,18    |
| 4     | USC Mainz (Roos, Ulrike Holzner, Hamm, Wagner)                                              | 45,57    |
| 5     | Rapid Bielefeld (Heike Brocks, Angelina Treuse, Monika Schober, Karin Böhme)                | 46,10    |
| 6     | TK Hannover (Selke, Katrin Bartschat, Ammon, Klocke)                                        | 46,30    |
| 7     | LAV Bayer Uerdingen/Dormagen (Heike Ippen, Ina Cordes, Elke Windolph, Kristin Burckhardt)   | 46,82    |
| 8     | OSC Berlin (Nadja Hack, Schraitz, Claudia Diefenbach, Hugler)                               | 46,87    |

Datum: 1. Juli

### 4 × 400 m Staffel
| Platz | Verein, Besetzung                                                                      | Zeit (min) |
| ----- | -------------------------------------------------------------------------------------- | ---------- |
| 1     | LG Olympia Dortmund (Imke Köhler, Silvia Steimle, Sandra Kuschmann, Silke-Beate Knoll) | 3:31,29    |
| 2     | LG Bayer Leverkusen (Carolin Broich, Ruth Mayer, Anke Feller, Linda Kisabaka)          | 3:31,95    |
| 3     | OSC Berlin (Claudia Diefenbach, Nadja Hack, Anja Schmitz, Jana Schönenberger)          | 3:37,08    |
| 4     | LAC Quelle Fürth/München (Meyer, Carla Verniset, Daniela Graiani, Elke Dietel)         | 3:43,016   |
| 5     | LG Offenburg (Christine Wahl, Andres, Anne Wöltge, Ursula Friedmann)                   | 3:43,16    |
| 6     | LG Kappelberg (Trautmann, Mödinger, Sautter, Bek)                                      | 3:47,83    |
| 7     | LAV Bayer Uerdingen/Dormagen (Elke Windolph, Clement, Parpart, Ina Cordes)             | 3:49,29    |
| 8     | LG Sempt (Katrein Schröder, Karin Specht, Bayer, Christine Huber)                      | 3:49,49    |

Datum: 2. Juli

### 3 × 800 m Staffel
| Platz | Verein, Besetzung                                                         | Zeit (min) |
| ----- | ------------------------------------------------------------------------- | ---------- |
| 1     | SCC Berlin (Katje Hoffmann, Carmen Wüstenhagen, Kati Kovacs)              | 6:17,95    |
| 2     | LAC Quelle Fürth/München (Christine Stief, Elke Dietel, Sabine Leist)     | 6:31,09    |
| 3     | LG Braunschweig (Doris Grossert, Kristina Terheiden, Katrin Bröger)       | 6:37,30    |
| 4     | LG Potsdam (Wunder, Müller, Reimann)                                      | 6:39,87    |
| 5     | TV Herxheim (K. Hoffmann, M. Schultheiß, Kirsten Birmelin)                | 6:43,93,   |
| 6     | ASC Rosellen/Neuss (Petra Maak, geb. Sander, Ute Jenke, Tanja Kalinowski) | 6:47,32    |
| 7     | Berliner SC (Margarin, Otto, Hauke)                                       | 6:48,47    |
| 8     | LG Süd Berlin (M. Düring, A. Wilhelm, M. Peters)                          | 6:48,92    |

Datum: 9. Juli
fand in Rhede im Rahmen der Deutschen Jugendmeisterschaften statt

### 5000-m-Bahngehen
| Platz | Athletin, Verein                                 | Zeit (min) |
| ----- | ------------------------------------------------ | ---------- |
| 1     | Beate Gummelt, geb. Anders (LAC Halensee Berlin) | 21:02,34   |
| 2     | Sandy Leddin (TSV Erfurt)                        | 22:41,85   |
| 3     | Annett Amberg (LAZ Leipzig)                      | 23:26,59   |
| 4     | Nicole Best (TV Groß-Gerau)                      | 24:08,98   |
| 5     | Uta Klädtke (Post-Jahn Freiburg)                 | 24:15,87   |
| 6     | Sandra Priemer (LAC Halensee Berlin)             | 24:38,62   |
| 7     | Aina Mikrikow (LG Düsseldorf)                    | 25:14,80   |
| 8     | Claudia Barthel (Kali Wolmirstedt)               | 25:24,04   |

Datum: 1. Juli

### 10-km-Gehen
| Platz | Athletin, Verein                                 | Zeit (min) |
| ----- | ------------------------------------------------ | ---------- |
| 1     | Beate Gummelt, geb. Anders (LAC Halensee Berlin) | 44:32      |
| 2     | Kathrin Boyde (LC Breisgau)                      | 44:51      |
| 3     | Simone Thust (LAC Halensee Berlin)               | 46:56      |
| 4     | Sandy Leddin (TSV Erfurt)                        | 47:33      |
| 5     | Ruta Schwoche (VfV Hildesheim)                   | 48:15      |
| 6     | Andrea Meloni (Diezer TSK Oranien)               | 49:57      |
| 7     | Brigitte Buck (SSC Ulm)                          | 51:44      |
| 8     | Claudia Barthel (Kali Wolmirstedt)               | 53:16      |

Datum: 25. Mai
fand in Boppard statt

### Hochsprung
| Platz | Athletin, Verein                                  | Höhe (m) |
| ----- | ------------------------------------------------- | -------- |
| 1     | Alina Astafei (USC Mainz)                         | 1,98     |
| 2     | Heike Henkel, geb. Redetzky (LG Bayer Leverkusen) | 1,94     |
| 3     | Heike Balck (LG Bayer Leverkusen)                 | 1,90     |
| 4     | Birgit Kähler (LAV Bayer Uerdingen/Dormagen)      | 1,83     |
| 5     | Kerstin Schlawitz (LG Dresdner SC)                | 1,83     |
| 6     | Helen Sanzenbacher (TV Gelnhausen)                | 1,80     |
| 7     | Andrea Baumert (SCC Berlin)                       | 1,77     |
| 8     | Helene Klimek (TK Hannover)                       | 1,77     |

Datum: 1. Juli

### Stabhochsprung
| Platz | Athletin, Verein                             | Höhe (m) |
| ----- | -------------------------------------------- | -------- |
| 1     | Christine Adams (SuS Dinslaken)              | 4,00     |
| 2     | Nicole Rieger (ASV Landau)                   | 3,95     |
| 3     | Andrea Müller (LAZ Zweibrücken)              | 3,95     |
| 4     | Tanja Cors (MTV Holzminden)                  | 3,85     |
| 5     | Anastasija Ryzih (LAZ Zweibrücken)           | 3,75     |
| 6     | Janet Zach (LC Cottbus)                      | 3,65     |
| 7     | Denise Birkelbach (SSC Bad Sooden-Allendorf) | 3,45     |
| 8     | Silke Baumann (LG Rhein-Wied/Andernach)      | 3,45     |

Datum: 2. Juli

### Weitsprung
| Platz | Athletin, Verein                                  | Weite (m) |
| ----- | ------------------------------------------------- | --------- |
| 1     | Heike Drechsler, geb. Daute (LAC Chemnitz)        | 6,94      |
| 2     | Claudia Gerhardt (LAZ Rhede)                      | 6,45      |
| 3     | Ulrike Holzner (USC Mainz)                        | 6,44      |
| 4     | Stephanie Hort (SV Saar 05 Saarbrücken)           | 6,34      |
| 5     | Katrin Bartschat (TK Hannover)                    | 6,32      |
| 6     | Michaela Frank (LG Bayer Leverkusen)              | 6,30      |
| 7     | Karin Specht (LG Sempt)                           | 6,10      |
| 8     | Kristin Burckhardt (LAV Bayer Uerdingen/Dormagen) | 5,96      |

Datum: 30. Juni

### Dreisprung
| Platz | Athletin, Verein                                | Weite (m) |
| ----- | ----------------------------------------------- | --------- |
| 1     | Ramona Molzan (TV Schriesheim)                  | 13,70     |
| 2     | Angela Barylla (TV Wattenscheid 01)             | 13,62     |
| 3     | Petra Lobinger, geb. Laux (LG Bayer Leverkusen) | 13,47     |
| 4     | Kathrin Feuerbach (LG Göttingen)                | 13,19     |
| 5     | Natascha Schmidt (Grün-Weiß Bad Gandersheim)    | 12,90     |
| 6     | Silke Harms (TK Hannover)                       | 12,90     |
| 7     | Iris Seeger (Berliner TSC)                      | 12,80     |
| 8     | Anja Vokuhl (SC Magdeburg)                      | 12,80     |

Datum: 2. Juli

### Kugelstoßen
| Platz | Athletin, Verein                       | Weite (m) |
| ----- | -------------------------------------- | --------- |
| 1     | Astrid Kumbernuss (SC Neubrandenburg)  | 20,77     |
| 2     | Kathrin Neimke (SC Magdeburg)          | 19,82     |
| 3     | Stephanie Storp (VfL Wolfsburg)        | 18,94     |
| 4     | Grit Hammer (LAC Quelle Fürth/München) | 18,76     |
| 5     | Claudia Mues (LG München)              | 17,24     |
| 6     | Ines Wittich (TV Wattenscheid 01)      | 17,15     |
| 7     | Nadine Kleinert (SC Magdeburg)         | 16,60     |
| 8     | Katrin Koch (LG VfB/Kickers Stuttgart) | 15,66     |

Datum: 2. Juli

### Diskuswurf
| Platz | Athletin, Verein                            | Weite (m) |
| ----- | ------------------------------------------- | --------- |
| 1     | Ilke Wyludda (LAC Chemnitz)                 | 65,00     |
| 2     | Franka Dietzsch (SC Neubrandenburg)         | 60,96     |
| 3     | Anja Gündler (OSC Berlin)                   | 59,12     |
| 4     | Jana Lauren (SCC Berlin)                    | 58,10     |
| 5     | Simone Schmitt (SG Ludwigsburg)             | 55,02     |
| 6     | Marie-Luise Rütz (LG VfB/Kickers Stuttgart) | 53,72     |
| 7     | Claudia Mues (LG München)                   | 53,58     |
| 8     | Martina Greithanner (LG München)            | 52,16     |

Datum: 1. Juli

### Hammerwurf
| Platz | Athletin, Verein                         | Weite (m) |
| ----- | ---------------------------------------- | --------- |
| 1     | Inga Beyer (SV Holtland)                 | 60,12     |
| 2     | Simone Mathes (LAC Quelle Fürth/München) | 59,74     |
| 3     | Kirsten Münchow (LG Porta Westfalica)    | 57,22     |
| 4     | Angelika Lindemann (Eintracht Frankfurt) | 56,10     |
| 5     | Andrea Bunjes (SV Holtland)              | 55,40     |
| 6     | Yvette Raabe (Berliner TSC)              | 53,42     |
| 7     | Marion Brackmann (ASV Köln)              | 51,62     |
| 8     | Susanne Keil (Eintracht Frankfurt)       | 51,56     |

Datum: 30. Juni

### Speerwurf
| Platz | Athletin, Verein                          | Weite (m) |
| ----- | ----------------------------------------- | --------- |
| 1     | Tanja Damaske (OSC Berlin)                | 65,94     |
| 2     | Steffi Nerius (LG Bayer Leverkusen)       | 65,36     |
| 3     | Silke Renk (SV Halle)                     | 64,82     |
| 4     | Yvonne Reichardt (SV Saar 05 Saarbrücken) | 59,36     |
| 5     | Dörthe Barby (LG Karlsruhe)               | 57,36     |
| 6     | Karen Forkel (SV Halle)                   | 56,94     |
| 7     | Manuela Alizadeh (LAV Tübingen)           | 55,92     |
| 8     | Kathrin Nagel (TSV Erfurt)                | 49,80     |

Datum: 2. Juli

### Siebenkampf
| Platz | Athletin, Verein                                  | Leistung (Pkte) |
| ----- | ------------------------------------------------- | --------------- |
| 1     | Kathleen Gutjahr (SC Neubrandenburg)              | 6003            |
| 2     | Katrein Schröder (LG Sempt)                       | 5597            |
| 3     | Birgit Gautzsch (Schweriner SC)                   | 5519            |
| 4     | Andrea Schmidt (SSV Ulm 1846)                     | 5377            |
| 5     | Christine Huber (LG Sempt)                        | 5316            |
| 6     | Kristin Burckhardt (LAV Bayer Uerdingen/Dormagen) | 5157            |
| 7     | Jutta Albat (SV Salamander Kornwestheim)          | 5143            |
| 8     | Kathrin Feuerbach (LG Göttingen)                  | 5053            |

Datum: 26./27. August
fand in Ulm statt

### Siebenkampf, Mannschaftswertung
| Platz | Verein, Besetzung                                                              | Leistung (Pkte) |
| ----- | ------------------------------------------------------------------------------ | --------------- |
| 1     | LG Sempt (Karin Specht, Katrein Schröder, Christine Huber)                     | 16.716          |
| 2     | TSG Gießen-Wieseck (Ulrike Schlechtweg, Frauke Platner, Uta Heuser)            | 14.830          |
| 3     | LAV Bayer Uerdingen/Dormagen (Kristin Burckhardt, Marlon Donner, Maren Schott) | 14.414          |
| 4     | LG Wedel-Pinneberg (Britta Wulf, Claudia Schulz, Dörte Martens)                | 13.138          |

Datum: 26./27. August
fand in Ulm statt
nur 4 Teams in der Wertung

### CrosslaufMittelstrecke –3,8 km
| Platz | Athletin, Verein                                        | Zeit (min) |
| ----- | ------------------------------------------------------- | ---------- |
| 1     | Petra Wassiluk (ASC Darmstadt)                          | 12:54      |
| 2     | Claudia Metzner (Eintracht Frankfurt)                   | 13:01      |
| 3     | Kathrin Wolf (LAC Quelle Fürth/München)                 | 13:05      |
| 4     | Doris Grossert (LG Braunschweig)                        | 13:15      |
| 5     | Kristina da Fonseca-Wollheim (LAC Quelle Fürth/München) | 13:16      |
| 6     | Claudia Lenz (LAC Quelle Fürth/München)                 | 13:23      |
| 7     | Martina Lehmann (LG Braunschweig)                       | 13:29      |
| 8     | Sabine Leist (LAC Quelle Fürth/München)                 | 13:39      |

Datum: 4. März
fand in Wetter (Ruhr) statt

### CrosslaufMittelstrecke –3,8 km, Mannschaftswertung
| Platz | Verein, Besetzung                                                                   | Platzziffer |
| ----- | ----------------------------------------------------------------------------------- | ----------- |
| 1     | LAC Quelle Fürth/München (Kathrin Wolf, Kristina da Fonseca-Wollheim, Claudia Lenz) | 014         |
| 2     | LG Braunschweig (Doris Grossert, Martina Lehmann, Katrin Bröger)                    | 024         |
| 3     | Eintracht Frankfurt (Claudia Metzner, Steffi Kallensee, Gabriele Huber)             | 026         |
| 4     | ASC Darmstadt (Petra Wassiluk, Uschi Wolf, Alexandra Rechel)                        | 042         |
| 5     | LG Regensburg (Katharina Kaufmann, Anita Höcherl, Franziska Bachhuber)              | 057         |
| 6     | LAV SLC/STB Solingen (Christ, Machata, Krämer)                                      | 084         |
| 7     | Post-SV Trier (Caroline de Corbier, Heidi Schneider, Julia Herber)                  | 098         |
| 8     | TSV 05 Remsfeld (Iren Gazda-Sagolla, Wagner, Brunhilde Pippert-Eckart)              | 111         |

Datum: 4. März
fand in Wetter (Ruhr) statt

### CrosslaufLangstrecke –7,2 km
| Platz | Athletin, Verein                                      | Zeit (min) |
| ----- | ----------------------------------------------------- | ---------- |
| 1     | Claudia Lokar, geb. Borgschulze (LG Olympia Dortmund) | 24:44      |
| 2     | Claudia Dreher (LG Olympia Dortmund)                  | 25:10      |
| 3     | Sonja Krolik (LG Bayer Leverkusen)                    | 25:15      |
| 4     | Elisabeth Hanner (Moerser TV)                         | 26:03      |
| 5     | Romy Linder (LAC Chemnitz)                            | 26:18      |
| 6     | Tanja Kalinowski (ASC Rosellen/Neuss)                 | 26:33      |
| 7     | Dr. Ellen Schöner (SSV Ulm 1846)                      | 26:49      |
| 8     | Petra Maak, geb. Sander (SSV Ulm 1846)                | 26:50      |

Datum: 4. März
fand in Wetter (Ruhr) statt

### CrosslaufLangstrecke –7,2 km, Mannschaftswertung
| Platz | Verein, Besetzung                                                                     | Platzziffer |
| ----- | ------------------------------------------------------------------------------------- | ----------- |
| 1     | LG Olympia Dortmund (Claudia Lokar, geb. Borgschulze, Claudia Dreher, Antje Pohlmann) | 19          |
| 2     | ASC Rosellen/Neuss (Tanja Kalinowski, Petra Maak – geb. Sander, Ute Jenke)            | 29          |
| 3     | LAC Quelle Fürth/München (Johanna Baumgartner, Gabriele Almanstötter, Ursula Schedel) | 52          |
| 4     | SV Saar 05 Saarbrücken (Barbara Zeeb, Nicole Frank, Heike Lottmann)                   | 75          |
| 5     | LLG St. Augustin (Birgit Lennartz, Monika Bach, Birgit Steeger)                       | 81          |
| 6     | DJK BSC Mainz (Kerstin Bensow, Gaby Kuhlmann, Julia Stein)                            | 81          |

Datum: 4. März
fand in Wetter (Ruhr) statt
nur 6 Mannschaften in der Wertung

### Berglauf–9,3 km
| Platz | Athletin, Verein                               | Zeit (min) |
| ----- | ---------------------------------------------- | ---------- |
| 1     | Gudrun de Pay (TSV Trochtelfingen)             | 41:04      |
| 2     | Johanna Baumgartner (LAC Quelle Fürth/München) | 41:48      |
| 3     | Heidrun Vetter (LG Pfullingen)                 | 42:25      |
| 4     | Silke Welt-Hartmann (Eintracht Frankfurt)      | 42:47      |
| 5     | Sonja Ambrosy (LC Breisgau)                    | 43:13      |
| 6     | Bernadette Hudy (LLC Marathon Regensburg)      | 44:12      |
| 7     | Bettina Seith (LC Breisgau)                    | 44:17      |
| 8     | Stefania Wendland (TV Malsch)                  | 44:32      |

Datum: 11. Juni
fand in Beuren (bei Nürtingen) im Rahmen des Hohenneuffen-Berglaufs statt

### Berglauf–9,3 km, Mannschaftswertung
| Platz | Verein, Besetzung                                                                 | Zeit (h) |
| ----- | --------------------------------------------------------------------------------- | -------- |
| 1     | LC Breisgau (Sonja Ambrosy, Bettina Seith, Heike Stegemann)                       | 2:14:57  |
| 2     | LAC Quelle Fürth/München (Johanna Baumgartner, Silke Hennersdorf, Ursula Schedel) | 2:19:10  |
| 3     | TSV Burghaslach (Fischer, Glatz, Dagmar Weinländer)                               | 2:29:41  |
| 4     | SSC Hanau-Rodenbach (Alexandra Bott, Sandra Satta, Schrodt)                       | 2:33:14  |
| 5     | LC Aalener Spion (Susanne Christ, Traudel Christ-Scherer, Christine Erhard)       | 2:38:14  |
| 6     | VfL Freudenstadt (Hilde Pfleiderer, Ingrid Scheder, Maren Pfeifle)                | 2:25:14  |
| 7     | TSV Beuren (Jutta Sieber-Krieg, Elisabeth Zimmerer, Christel Grande)              | 2:54:11  |
| 8     | VfL Kirchheim (Renate Sieder, Renate Angelmaier, Hannelore Stein)                 | 2:56:13  |

Datum: 11. Juni
fand in Beuren (bei Nürtingen) im Rahmen des Hohenneuffen-Berglaufs statt